# Texcoco (altepetl)
Texcoco (klasický nahuatl Tetzco(h)co, otomijsky Antamäwädehe) byl hlavním opevněným městským státem (nahuatl altepetl) Acolhuů (domorodého mezoamerického národa příbuzného Aztékům) v době pozdního postklasického období předkolumbovské Ameriky. Nacházel se v oblasti údolí Mexika na východním břehu stejnojmenného jezera severovýchodně od aztéckého hlavního města Tenochtitlánu. Texcoco patřilo svého času k nejmocnějším domorodým městským státům v oblasti a společně s dominantním Tenochtitlánem a Tlacopánem tvořil základ moci říše Aztéků.

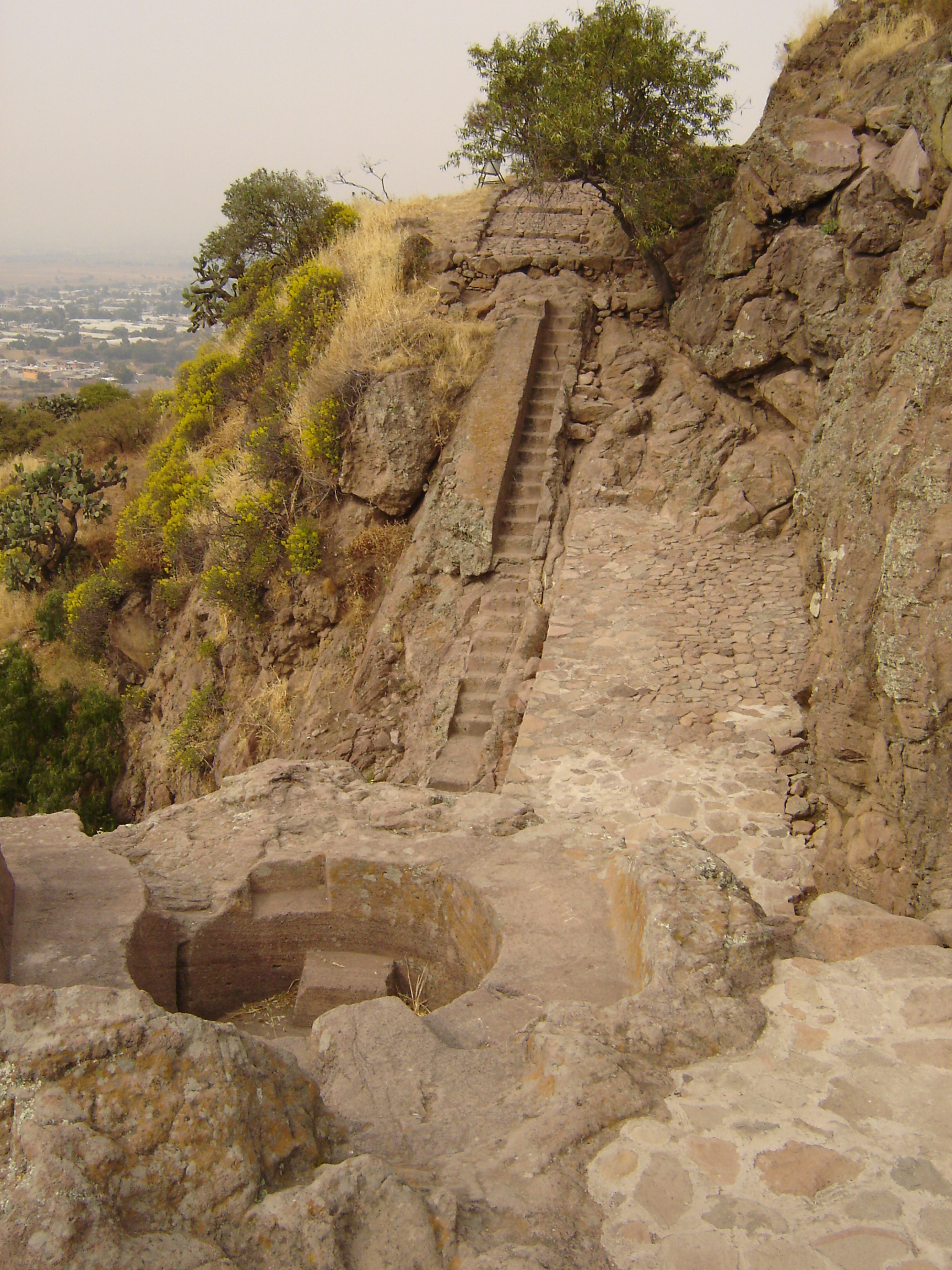
Pozůstatky lázní

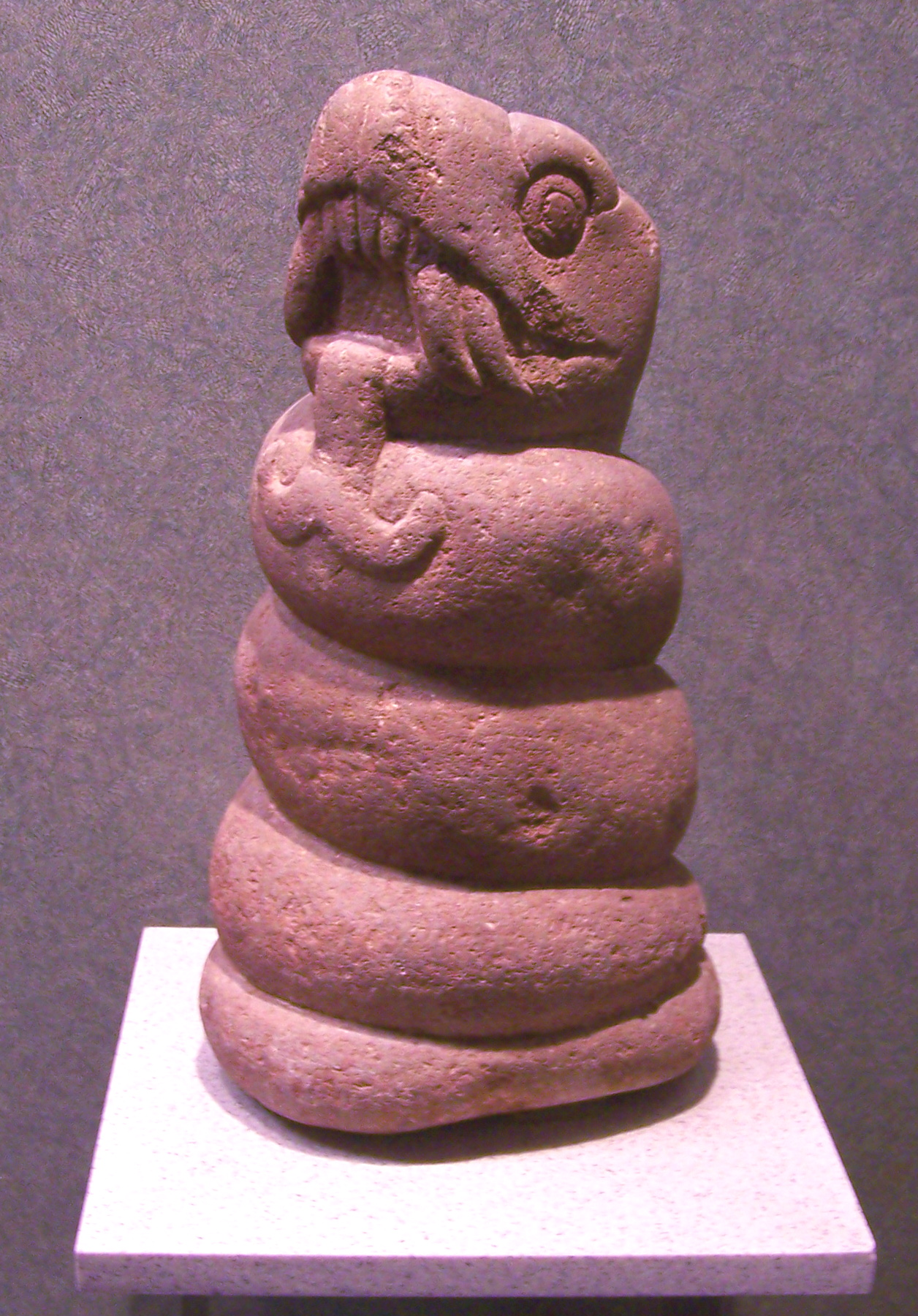
Socha hada